# Fianna Fáil
Le Fianna Fáil (litt. « Soldats de la destinée » en irlandais, et d'après les statuts officiels, Fianna Fáil – Parti républicain, en irlandais : Fianna Fáil /ˌfʲiən̪ˠə ˈfˠaːlʲ/  – An Páirtí Poblachtánach, en anglais : Fianna Fáil /ˌfjiənə ˈfɔːlj/ - The Republican Party) est un parti politique irlandais. C'est aujourd'hui un parti de centre droit républicain, même s'il a longtemps été considéré comme un parti de centre gauche, homologue des partis radicaux de l'époque tel le Parti radical français ou Parti national social tchèque. Il était affilié à l'Union pour l'Europe des nations au Parlement européen, avant de rejoindre en avril 2009 l'Alliance des démocrates et des libéraux pour l'Europe (ADLE).

## Nom
Le terme de Fianna Fáil signifie littéralement en irlandais « Soldats (ou guerriers, ou armée) de la destinée ».
Le terme de Fianna renvoie à une légende de la mythologie celtique irlandaise, rapportée dans le cycle fenian (ou ossianique), et désigne des guerriers et chasseurs menés notamment par Fionn Mac Cumhaill pour servir les rois suprêmes d'Irlande au IIIe siècle. Ce terme a été activement employé par les nationalistes irlandais, les membres des premiers mouvements républicains constitués au XIXe siècle se faisant appeler Fenians ou féniens en français.
Le mot Fáil renvoie pour sa part au Lia Fáil, soit la « pierre de la destinée » ou « grande pierre du Fál » située sur le monticule de l'inauguration de la colline de Tara dans le comté de Meath et la province du Leinster. Selon la mythologie celtique irlandaise, il s'agit de l'un des quatre talismans amenés en Irlande par le peuple légendaire des Tuatha Dé Danann ; il provient de l'île de Falias (dont elle tire son nom) dirigée par le druide Morfessa. Cette pierre était censée « pleurer » sur le roi suprême légitime d'Irlande. Et par métonymie, les Tuatha Dé Danann sont censés avoir donné à l'Irlande le nom d’Inis Fáil (île de la destinée, île de Fál), en référence à la pierre. Inisfail, Fál ou Fáil sont ensuite utilisés comme noms poétiques de l'île, synonymes d’Erin, notamment dans la littérature nationaliste en anglais à partir du XIXe siècle.
L'expression Fianna Fáil est pour la première fois utilisée dans la chanson patriotique Amhrán na bhFiann (ou Soldier's song, le refrain commence par Sinne Fianna Fáil, traduit en anglais par Soldiers are we) composée en 1907 et adoptée comme hymne national de l'Irlande en 1926. Elle sert de surnom des Irish Volunteers créés en 1913. Elle est reprise ensuite sur l'insigne de l'armée irlandaise à partir de 1922 (à travers les initiales FF).

## Histoire

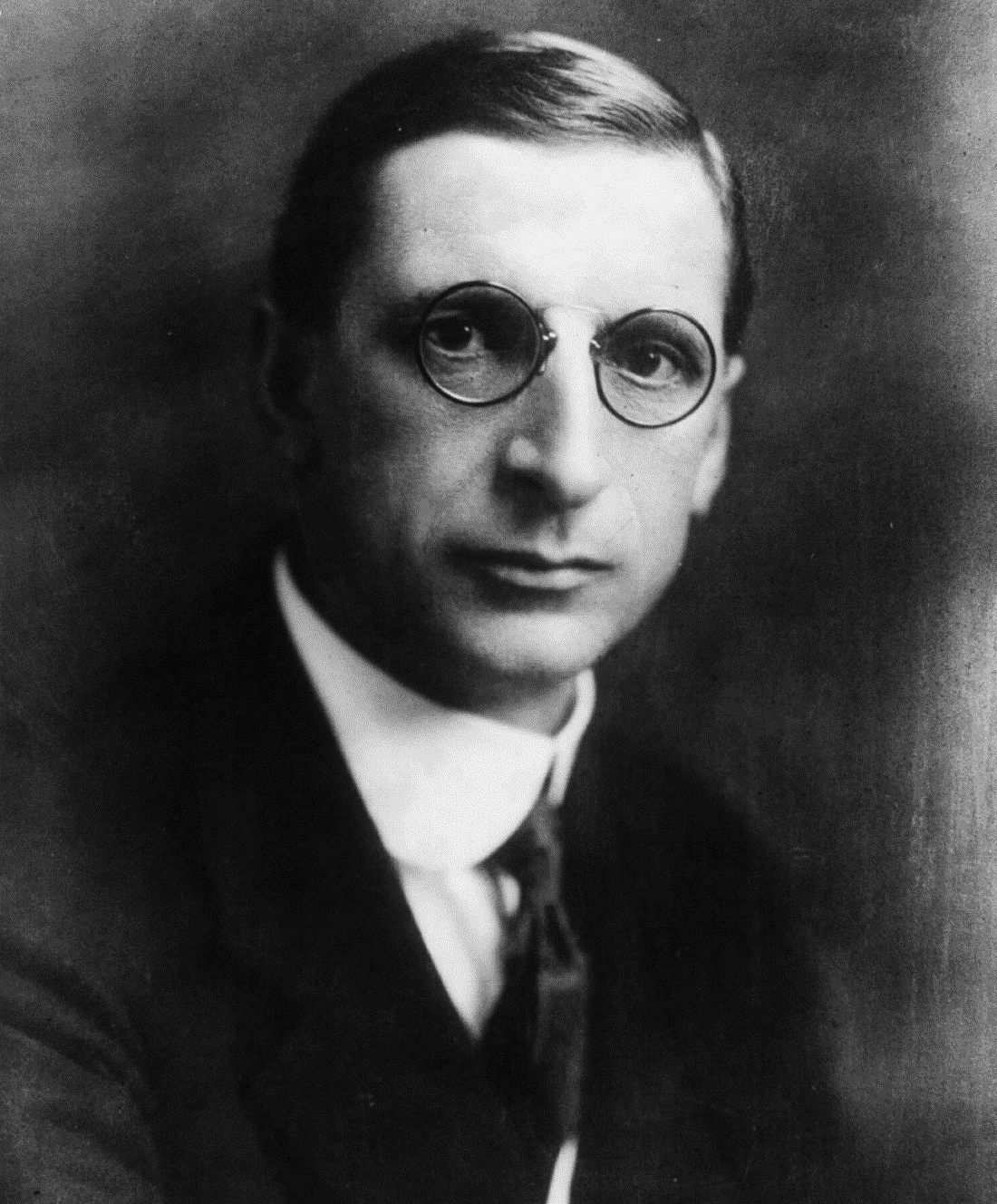
Éamon de Valera

### Origines
Le Fianna Fáil est issu d'une scission du Sinn Féin, jusque-là principale force nationaliste et républicaine, en 1926. Depuis le traité anglo-irlandais de 1921 et durant la guerre civile irlandaise (1922-1923), les opposants au traité (menés par Éamon de Valera) obtenaient des scores importants aux élections de l’Irish Free State mais refusaient de siéger à l'assemblée pour ne pas devoir prêter serment au roi George V, laissant les partisans du traité diriger les institutions. Ces derniers, sous la direction de Michael Collins, Arthur Griffith et William T. Cosgrave, quittent le Sinn Féin pour créer le Cumann na nGaedhael.
Le gouvernement Cosgrave, après l'assassinat de Kevin O'Higgins le 10 juillet 1927, prépare une loi obligeant les candidats à promettre de prêter serment pour pouvoir participer aux élections. C'est dans ce contexte que, pour éviter la marginalisation politique, une partie importante des membres du Sinn Féin suit Éamon de Valera et crée le Fianna Fáil. Tout en restant opposés au traité anglo-irlandais, ils s'opposent à la stratégie de clandestinité et d'abstentionnisme du Sinn Féin, adoptent une approche plus pragmatique et légaliste et souhaitent aboutir à une république unitaire sur toute l'île d'Irlande en agissant de l'intérieur des institutions de l’Irish Free State.
Le parti entre au Dáil Éireann en juin 1927 (avec 28,7 % des suffrages exprimés et 44 sièges sur 153, il est devancé de peu, de 1,4 point et deux sièges, par le Cumann na nGaedhael) et arrive pour la première fois au pouvoir en février 1932 (avec 47,1 % des voix et 72 sièges sur 153, sa majorité est complétée par le soutien des 7 élus du Parti travailliste). De Valera devient alors président du Conseil exécutif de l'État libre d'Irlande (soit le chef du gouvernement), et l'une de ses premières mesures est d'abolir le serment d'allégeance. Il fait finalement adopter en 1937 par référendum une constitution républicaine et l’Irish Free State devient la république d’Irlande. Le Fianna Fáil conduit par de Valera (jusqu'en 1959, même s'il reste par la suite la personnalité politique dominante du parti et du pays jusqu'en 1973 en tant que président de l'Irlande) puis par Seán Lemass (de 1959 à 1966) et Jack Lynch (de 1966 à 1979) gouverne quasiment sans interruption jusqu'en 1973.

### Présidents du Fianna Fáil
- Éamon de Valera (1926-1959) - Président du Conseil exécutif de l'État libre d'Irlande de 1932 à 1937; Taoiseach de 1937 à 1948, de 1951 à 1954 et de 1957 à 1959
- Seán Lemass (1959-1966) - Taoiseach de 1959 à 1966
- Jack Lynch (1966-1979) - Taoiseach de 1966 à 1973 et de 1977 à 1979
- Charles James Haughey (1979-1992) - Taoiseach de 1979 à 1981, en 1982 et de 1987 à 1992
- Albert Reynolds (1992-1994) - Taoiseach de 1992 à 1994
- Bertie Ahern (1994-2008) - Taoiseach de 1997 à 2008
- Brian Cowen (2008-2011) - Taoiseach de 2008 à 2011
- Micheál Martin (depuis 2011) - Taoiseach de 2020 à 2022 et depuis 2025

## Organisation

### Structure interne
L'unité de base du Fianna Fáil est le Cumann, terme irlandais signifiant « association ». Il se constitue généralement à l'échelle d'une paroisse ou d'un bureau de vote. Seules les adhésions via un Cumann étaient possibles jusqu'à ce que, récemment, le statut d'appartenance individuelle soit institué : celle-ci permet d'adhérer au parti directement à son siège, et donc de ne pas faire partie d'un Cumann. Selon le Fianna Fáil, le mouvement comporte environ 3 000 Cumainn actifs à travers le pays.
Chaque Cumann envoie 3 délégués au Comhairle Ceantair (CC, ou conseil local ou exécutif de district), qui gère les affaires du parti à l'échelle des circonscriptions locales servant à l'élection des Conseils des comtés (certaines d'entre elles ne sont pourtant pas dotées de cette structure, comme Dublin par exemple). À son tour, le CC envoie des délégués pour constituer le Comhairle Dáil Ceantair (CDC, ou conseil local législatif ou exécutif de circonscription législative), qui agit au niveau des districts électoraux pour les élections législatives ou des comtés. Si un district local n'a pas de CC, les Cumann envoient directement leurs délégués au CDC. Il y a 48 CDC.
L’Ard Chomhairle (AC, ou Haut conseil ou Exécutif national) est en quelque sorte le parlement du parti. Il comprend un délégué par CDC (soit 48 personnes), trois représentants des conseillers de comtés, cinq parlementaires, trois membres du gouvernement (ou du Front Bench s'il est dans l'opposition), six délégués de l’Ógra et le « comité des vingt » (élu par l’Ard Fheis). Il délibère de toutes les affaires non prévues par la Constitution du parti, et l'organe de gouvernance suprême du parti lorsque l’Ard Fheis n'est pas en session. L'AC se réunit tous les mois.
L’Ard Fheis (AF, ou Haute conférence ou Congrès du parti) est l'organe suprême du parti. Il est réuni tous les 12 ou 18 mois, et rassemble la totalité des militants (soit environ 5 000 selon le Fianna Fáil). Il discute des motions proposées et des changements dans le règlement, désigne le « comité des vingt » à l'AC et élit les officiers de l’Ard Chomhairle (qui constituent la direction du parti) à savoir : le An Uachtarán Fhianna Fáil (le président, ou dirigeant, du Fianna Fáil), cinq vice-présidents, deux secrétaires honoraires et deux trésoriers honoraires.

### Organisation de jeunesse
L'organisation de jeunesse du Fianna Fáil est appelée Ógra Fianna Fáil, ou plus simplement Ógra, le terme irlandais signifiant jeunesse. Elle a été créée en 1975 par le dirigeant du parti de l'époque, Jack Lynch, sous la supervision du secrétaire général Séamus Brennan (qui a alors 27 ans). Il s'agit du plus important mouvement politique de jeunesse de l'île d'Irlande, avec environ 7 000 militants revendiqués, et agit activement dans toutes les universités et circonscriptions législatives. Elle a commencé à recruter en Irlande du Nord à partir du 25 septembre 2007, s'implantant ce jour-là sur le campus du Magee College de l'Université d'Ulster à Derry, et le lendemain à l'Université Queen's de Belfast. La fonction de président (Cathaoirleach) est purement honorifique et toujours confiée par le dirigeant du parti à un parlementaire (il s'agit depuis novembre 2009 de Thomas Byrne, âgé de 22 ans au moment de sa nomination). La gestion effective de l’Ógra, ainsi que le rôle d'en être le principal porte-parole et représentant, revient au vice-président (Leas Cathaoirleach), à savoir actuellement Joe O'Neill (originaire du comté de Galway) depuis janvier 2009.

## Principes et politique

### Politique nationale
Le parti a dirigé l'Irlande, seul ou en coalition, de 1932 à 1948, de 1951 à 1954, de 1957 à 1973, de 1977 à 1981, en 1982, de 1987 à 1994 et de 1997 à 2011. Il a ainsi détenu la majorité pendant plus de 60 ans sur les 89 années d'existence de l'Irlande indépendante (et 44 ans sur les 73 de la république d'Irlande). Un de ses membres a également détenu la présidence de 1945 à 1974, de 1976 à 1990 et de 1997 à 2011. Son principal adversaire est le Fine Gael, qui a gouverné le reste du temps.
Il est la principale force représentant le républicanisme irlandais en Irlande. Il défend historiquement une forme de nationalisme (par sa volonté de préserver la langue irlandaise et les pratiques culturelles traditionnelles) et l'unification en un seul État de tout l'île d'Irlande, ainsi que les valeurs inspirées du républicanisme de Liberté, Égalité, Fraternité. Survivance des mouvements radicaux très répandus dans l'Europe de l'entre-deux-guerres, il est souvent comparé, par sa volonté affichée de transcender le clivage gauche-droite et sa défense du particularisme culturel et d'une politique d'indépendance nationale, aux mouvements gaullistes français ou au Parti révolutionnaire institutionnel mexicain.
La constitution du mouvement (ou Córú Fhianna Fáíl en irlandais) définit huit principes fondamentaux :
- assurer dans la paix et le consensus l'unité de l'Irlande et de son peuple.
- développer une vie nationale particulière en accord avec les divers traditions et idéaux du peuple irlandais comme partie d'une culture européenne plus large, et restaurer et promouvoir la langue irlandaise en tant que langue de vie de la population.
- garantir la liberté religieuse et civile, et l'égalité des droits, l'égalité du traitement et l'égalité des chances pour toute la population de l'Irlande.
- développer les ressources et richesses de l'Irlande à leur plein potentiel, tout en les assujettissant aux besoins et au bien-être de toute la population de l'Irlande, de manière à assurer un emploi maximum durable, fondé sur la promotion de l'esprit d'entreprise et de l'autonomie et sur le partenariat social.
- protéger l'environnement et le patrimoine naturel de l'Irlande et assurer un équilibre entre les villes et les campagnes et entre les régions, et maintenir autant de familles que possible dans les territoires.
- promouvoir la famille et un sens plus large de responsabilité sociale, et faire respecter la primauté de la loi dans l'intérêt du bien-être et de la sécurité du public.
- maintenir le statut de l'Irlande en tant qu'État souverain, de membre de plein droit de l'Union européenne et de l'ONU, contribuant à la paix, au désarmement et au développement sur le principe de la tradition de la politique étrangère indépendante de l'Irlande.
- réformer les lois et les institutions de l'État, afin de les rendre opérationnelles, humaines, attentives et sensibles aux besoins des citoyens.

Il a été dirigé dernièrement par Brian Cowen, Taoiseach du 7 mai 2008 au 22 janvier 2011. Il avait lui-même succédé à Bertie Ahern, qui était à la tête du parti depuis 1994 et Taoiseach depuis 1997. Le gouvernement de ce dernier a été marqué par une très forte croissance économique qui a valu à l'Irlande durant cette période le surnom de Tigre celtique. En revanche, après l'arrivée au pouvoir de Brian Cowen le pays a durement été touché par les effets de la crise économique mondiale de 2008-2010. La présidente de l'Irlande entre 1997 et 2011, Mary McAleese, est issue de ses rangs.
Il a obtenu 81 Teachta Dála (députés) lors des élections législatives de mai 2002, manquant de peu la majorité absolue (sur 166 députés). À partir de 2005, il ne lui reste plus que 78 députés sur ces 81 (Michael Collins ayant démissionné du parti pour siéger comme indépendant en 2003 à la suite d'un scandale d'évasion fiscale, Beverley Flynn est expulsée du mouvement pour la troisième fois en 2004 tandis qu'une élection partielle en 2005 causée par la démission du Dáil Éireann en 2004 du ministre des Finances sortant Charlie McCreevy, nommé à la Commission européenne, est remportée par l'indépendante Catherine Murphy).
Aux élections générales du 24 mai 2007, il remporte 78 des 166 sièges de la chambre basse du parlement, le Dáil Éireann, pour 41,6 % des suffrages, soit un score à peu près identique à celui de 2002 en nombre de voix. S'il obtient un député supplémentaire en avril 2008, avec la réintégration dans le parti de Beverley Flynn (réélue comme indépendante en 2007), trois de ses membres le quittent (Joe Behan en octobre 2008 pour protester contre le budget 2009, Jimmy Devins et Eamon Scanlon en août 2009 pour protester contre des coupes budgétaires dans les services de cancérologie d'un hôpital de leur circonscription), deux autres en sont expulsés (l'ancien ministre du Tourisme Jim McDaid en novembre 2008 après son abstention sur un texte gouvernemental concernant le programme contre le cancer du col utérin et Mattie McGrath en juin 2010 pour avoir voté contre le projet de loi d'abolition de la chasse au cerf) et un autre démissionne du Dáil Éireann (le ministre sortant des Arts, des Sports et du Tourisme Martin Cullen en mars 2010), tandis que le Fianna Fáil perd deux élections partielles (le siège laissé vacant par le décès de Séamus Brennan en juillet 2008 est remporté en juin 2009 par George Lee du Fine Gael, et celui abandonné par Pat Gallagher lors de son élection au Parlement européen en juin 2009 est obtenu par le Sinn Féin Pearse Doherty). Ainsi, à la fin de l'année 2010, le mouvement ne compte plus que 71 députés sur 163 (en comptant le Ceann Comhairle, ou président de la Chambre, Séamus Kirk, qui siège traditionnellement comme indépendant mais reste membre du parti).
Il était associé dans une coalition gouvernementale avec les Démocrates progressistes (PD's), petit parti de centre-droit traditionnellement allié du Fianna Fáil qu'il a secondé au gouvernement de 1989 à 1992 et à partir de 1997, et qui, ne comptant plus après 2007 que deux sièges au Dáil Éireann, s'est dissous le 20 novembre 2009 (ses deux anciens députés, désormais siégeant comme indépendants, soutiennent toujours la majorité dominée par le Fianna Fáil). Le Parti vert, parti écologiste comptant six sièges au Dáil Éireann depuis 2007, est également membre de la coalition gouvernementale du Fianna Fáil. Toutefois son dirigeant John Gormley a annoncé le 22 novembre 2010 vouloir quitter à terme le gouvernement et faire organiser des élections générales anticipées dans la seconde moitié du mois de janvier 2011, à la suite de l'approbation la veille par le Cabinet d'un prêt de plusieurs dizaines de milliards d'euros accordé par le fonds européen de stabilité financière pour alléger le fardeau de sa dette.
Lors des élections générales de 2011, le parti souffre la plus grave défaite de son histoire, n'obtenant que 20 députés.
Lors des élections générales de 2020, le parti obtient 22,2 % des suffrages, se classant derrière le Sinn Féin et devant le Fine Gael.

### Politique européenne
Il obtient 29,5 % des suffrages et quatre députés au Parlement européen lors des élections du 11 juin 2004, un par circonscription électorale européenne et sur 13 sièges à pourvoir :
- Liam Aylward, East (Leinster sauf le comté de Dublin)
- Brian Crowley, South (Munster)
- Sean Ó Neachtain, North-West (Connaught-Ulster)
- Eoin Ryan, Dublin

Ce parti est jusqu'en avril 2009 membre du groupe Union pour l'Europe des nations (UEN) au Parlement européen, formation dont Brian Crowley est le Président.
C'est aussi le groupe parlementaire de l'Alliance nationale italienne. Son adhésion à ce groupe ne signifie pas nécessairement une attitude contraire à l'Union européenne mais semble due à la participation du Fine Gael, son principal rival, au Parti populaire européen (PPE). Elle découle aussi d'une alliance historique avec les députés français de sensibilité gaulliste (RPR puis RPF), jadis membres des groupes parlementaires ayant précédé l'UEN, à savoir le Rassemblement des démocrates européens (RDE) et l'Union pour l'Europe (UPE), alors en opposition au PPE.
Le Fianna Fáil rejoint cependant en avril 2009 le Parti de l'Alliance des libéraux et des démocrates pour l'Europe (ELDR) et donc le groupe correspondant de l'Alliance des démocrates et des libéraux pour l'Europe (ADLE).
Aux élections européennes du 5 juin 2009, le parti réalise un score encore moins bon qu'en 2004 : il n'obtient ainsi que 24,1 % des voix (ce qui en fait le deuxième parti derrière le Fine Gael en nombre de suffrages obtenus, ce qui n'était pas le cas cinq ans auparavant) et trois sièges sur les 12 à pourvoir (autant que le Parti travailliste) : 
- Liam Aylward, East (Leinster sauf les comtés de Dublin, Longford et Westmeath)
- Brian Crowley, South (Munster)
- Pat Gallagher, North-West (Connaught-Ulster-Longford-Westmeath)

### En Irlande du Nord
Le 17 septembre 2007, le Fianna Fáil annonce vouloir s'implanter pour la première fois en Irlande du Nord. À cette occasion, le Taoiseach et An Uachtarán Bertie Ahern déclare lors d'une réunion de parlementaires du parti : « Dans un avenir proche [le ministre des Affaires étrangères] Dermot Ahern mènera des efforts pour développer cette stratégie afin de mener à bien cette politique, en examinant les délais et les structures. Nous agirons progressivement et stratégiquement. Nous ne nous faisons aucune illusion. Cela ne sera pas facile. Cela sera un défi pour nous tous. Mais je suis sûr que nous réussirons ».
Les premières campagnes de recrutement en Irlande du Nord ont lieu les 25 et 26 septembre 2007, via notamment l’Ógra, avec la création de deux « sociétés politiques » : le Watty Graham Cumann sur le campus du Magee College de l'Université d'Ulster à Derry, et le William Drennan Cumann à l'Université Queen's de Belfast. Le 7 décembre 2007, Bertie Ahern annonce que le Fianna Fáil a été enregistré en Irlande du Nord par la Commission électorale du Royaume-Uni. À la suite de rumeurs d'une éventuelle absorption du Parti social-démocrate et travailliste (SDLP, pendant longtemps le principal mouvement nationaliste et républicain dans le Nord jusqu'au retour en force du Sinn Féin à partir de 2001), plusieurs dirigeants de ce mouvement s'expriment pour afficher leur vive opposition à un tel projet. C'est le cas notamment de l'ancien président délégué du SDLP Seamus Mallon ou son actuelle dirigeante Margaret Ritchie. Cette dernière, invitée au Congrès de 2010 du Parti travailliste irlandais, critique dans son intervention la politique gouvernementale menée par le Fianna Fáil et notamment la création en 2009 de la National Asset Management Agency. Le 23 février 2008, le Fianna Fáil annonce le ralliement du colonel Harvey Bicker, ancien conseiller du comté de Down (pour le village de Spa) sous les couleurs du Parti unioniste d'Ulster (UUP) et membre du Conseil d'État du président de l'Irlande.
L’Ard Fheis de 2009 élit un militant du comté d'Armagh parmi le « comité des vingt » de l’Ard Chomhairle et annonce l'installation de « Forums » du Fianna Fáil à travers l'Irlande du Nord, sur la base des six comtés. Le premier officiellement établi est celui du comté d'Armagh, tandis que d'autres forums ont été créés ensuite dans les Down, Antrim et Fermanagh. En novembre 2009, à la Conférence nationale de la Jeunesse (l'organe de décision de l’Ógra) à Bundoran, l'organisation des jeunes du parti ajouter la position de « Représentant du Nord » au sein du Comité avec de réfléchir à l'organisation statutaire dans les 32 comtés.
En septembre 2016, le chef du parti Micheál Martin annonce son intention de présenter des candidats aux élections locales de 2019 en Irlande du Nord.

## Résultats électoraux

### Élections générales
| Année   | Leader                | Voix    | %    | Rang | Sièges   | Gouvernement                            |
| ------- | --------------------- | ------- | ---- | ---- | -------- | --------------------------------------- |
| 06/1927 | Éamon de Valera       | 299 486 | 26,2 | 2e   | 44 / 153 | Opposition                              |
| 09/1927 | Éamon de Valera       | 411 777 | 35,2 | 2e   | 57 / 153 | Opposition                              |
| 1932    | Éamon de Valera       | 566 498 | 44,5 | 1er  | 72 / 153 | 6e exécutif                             |
| 1933    | Éamon de Valera       | 689 054 | 49,7 | 1er  | 77 / 153 | 7e exécutif                             |
| 1937    | Éamon de Valera       | 599 040 | 45,2 | 1er  | 69 / 138 | 8e exécutif et 1er gouvernement         |
| 1938    | Éamon de Valera       | 667 996 | 51,9 | 1er  | 77 / 138 | 2e gouvernement                         |
| 1943    | Éamon de Valera       | 557 525 | 41,9 | 1er  | 67 / 138 | 3e gouvernement                         |
| 1944    | Éamon de Valera       | 595 259 | 48,9 | 1er  | 76 / 138 | 4e gouvernement                         |
| 1948    | Éamon de Valera       | 553 914 | 41,9 | 1er  | 68 / 147 | Opposition                              |
| 1951    | Éamon de Valera       | 616 212 | 46,3 | 1er  | 69 / 147 | 6e gouvernement                         |
| 1954    | Éamon de Valera       | 578 960 | 43,4 | 1er  | 65 / 147 | Opposition                              |
| 1957    | Éamon de Valera       | 592 994 | 48,3 | 1er  | 78 / 147 | 8e et 9e gouvernements                  |
| 1961    | Seán Lemass           | 512 073 | 43,8 | 1er  | 70 / 144 | 10e gouvernement                        |
| 1965    | Seán Lemass           | 597 414 | 47,7 | 1er  | 72 / 144 | 11e et 12e gouvernements                |
| 1969    | Jack Lynch            | 602 234 | 45,7 | 1er  | 75 / 144 | 13e gouvernement                        |
| 1973    | Jack Lynch            | 624 528 | 46,2 | 1er  | 69 / 144 | Opposition                              |
| 1977    | Jack Lynch            | 811 615 | 50,6 | 1er  | 84 / 148 | 15e et 16e gouvernements                |
| 1981    | Charles James Haughey | 777 616 | 45,3 | 1er  | 78 / 166 | Opposition                              |
| 02/1982 | Charles James Haughey | 786 951 | 47,3 | 1er  | 81 / 166 | 18e gouvernement                        |
| 11/1982 | Charles James Haughey | 763 313 | 45,2 | 1er  | 75 / 166 | Opposition                              |
| 1987    | Charles James Haughey | 784 547 | 44,1 | 1er  | 81 / 166 | 20e gouvernement                        |
| 1989    | Charles James Haughey | 731 472 | 44,1 | 1er  | 77 / 166 | 21e et 22e gouvernements                |
| 1992    | Albert Reynolds       | 674 650 | 39,1 | 1er  | 68 / 166 | 23e (1992-1994), opposition (1994-1997) |
| 1997    | Bertie Ahern          | 703 682 | 39,3 | 1er  | 77 / 166 | 25e gouvernement                        |
| 2002    | Bertie Ahern          | 770 748 | 41,5 | 1er  | 81 / 166 | 26e gouvernement                        |
| 2007    | Bertie Ahern          | 858 565 | 41,6 | 1er  | 77 / 166 | 27e et 28e gouvernements                |
| 2011    | Micheál Martin        | 387 358 | 17,5 | 3e   | 20 / 166 | Opposition                              |
| 2016    | Micheál Martin        | 519 356 | 24,3 | 2e   | 44 / 158 | Opposition (soutien FG minoritaire)     |
| 2020    | Micheál Martin        | 484 320 | 22,2 | 2e   | 38 / 160 | 32e, 33e et 34e gouvernements           |
| 2024    | Micheál Martin        | 481 417 | 21,9 | 1er  | 48 / 174 | 35e gouvernement                        |

### Élections européennes
| Année | Voix    | %    | Rang | Mandats | Groupe                           |
| ----- | ------- | ---- | ---- | ------- | -------------------------------- |
| 1979  | 464 451 | 34,7 | 1er  | 5 / 15  | DEP                              |
| 1984  | 438 946 | 39,2 | 1er  | 8 / 15  | RDE                              |
| 1989  | 514 537 | 31,5 | 1er  | 6 / 15  | RDE                              |
| 1994  | 398 066 | 35,0 | 1er  | 7 / 15  | RDE (1994-1995), UPE (1995-1999) |
| 1999  | 537 757 | 38,6 | 1er  | 6 / 15  | UEN                              |
| 2004  | 524 504 | 29,5 | 1er  | 4 / 13  | UEN                              |
| 2009  | 440 562 | 24,1 | 2e   | 3 / 12  | ADLE                             |
| 2014  | 369 545 | 22,3 | 1er  | 1 / 11  | ADLE                             |
| 2019  | 277 705 | 16,6 | 2e   | 2 / 13  | RE                               |
| 2024  | 356 794 | 20,4 | 2e   | 4 / 14  | RE                               |